# Drepananthus minahassae
Drepananthus minahassae är en kirimojaväxtart som först beskrevs av Jacob Gijsbert Boerlage och Sijfert Hendrik Koorders och som fick sitt nu gällande namn av Siddharthan Surveswaran och Richard M.K. Saunders.
Drepananthus minahassae ingår i släktet Drepananthus och familjen kirimojaväxter. Inga underarter finns listade i Catalogue of Life.